# Asparagus biflorus
Asparagus biflorus — вид рослин із родини холодкових (Asparagaceae).

## Біоморфологічна характеристика
Це багаторічний кущ 45 см заввишки.

## Середовище проживання
Ареал: Квазулу-Натал, Свазіленд.